# 竺法護
竺法護（じく ほうご、Dharmarakṣa、239年 - 316年）は、西晋時代に活躍した西域僧で、鳩摩羅什以前に多くの漢訳経典にたずさわった代表的な訳経僧である。
別に敦煌菩薩、月氏（または月支）菩薩、竺曇摩羅刹とも称された。

## 生涯
敦煌の月氏（中央アジアの民族）家系に生まれ、信仰心の篤い仏教徒であった。
8歳で出家し、竺高座を師としたため、「竺」姓を名乗るようになった。経典の研究に専心し、方等経典が西域にあるのを聞き、師とともに西域へ遊方の旅に出た。その遊行の間に、36ヵ国の西域言語に通暁するようになった。その後、梵夾を中国に招来した。
当時の人たちは、竺法護のことを尊称して、「敦煌菩薩」と呼んだと伝えられる。『出三蔵記集』にも、経典が中華に具通したのは、ひとえに竺法護の力によるものである、という評価を下している。

## 訳経
竺法護が漢訳した経典は、約150部300巻と称される。主なものを記述する。
- 『光讃般若経』（こうさんはんにゃぎょう）
- 『正法華経』（しょうほけきょう）
- 『維摩詰経』（ゆいまきつきょう）
- 『大宝積経』（だいほうしゃくきょう）
- 『普曜経』（ふようきょう）
- 『生経』（しょうきょう）

鳩摩羅什以前の訳経を「古訳」（こやく）と呼ぶが、竺法護の訳経は古訳経典の中心をなしている。
訳経活動は、『出三蔵記集』の紀年によると、266年（泰始2年）より308年（永嘉2年）に及んでおり、約40年に及ぶ。また、その訳経場所を見ると、敦煌・酒泉・長安・洛陽と、各地を遊方しながらの訳経であったことがわかる。
また、その訳経の量だけでなく、質の面においても、竺法護の訳出経典は重要な位置にある。『正法華経』は鳩摩羅什訳の『妙法蓮華経』の登場以前に、法華信仰および観音信仰を中国にもたらした経典である。『維摩詰経』は、清談全盛の西晋から東晋にかけての貴族社会の風に馴染む教えで深く浸透した。『光讃般若経』も、老荘思想がもてはやされた西晋の思想界に受け入れられた般若経典である。

## 伝記資料
- 『出三蔵記集』巻13
- 『高僧伝』巻1「晋長安竺曇摩羅刹伝」